# Pilote (revista)
Pilote fue una revista de historietas francesa de la editorial Dargaud, fundada por René Goscinny y otros el 29 de octubre de 1959, en la que se publicaron clásicos atemporales en el género de la historieta franco-belga como Astérix, El Teniente Blueberry, Lucky Luke o Valérian, agente espacio-temporal. Fue de aparición semanal en su origen (1959) y mensual a partir de junio de 1974; se publicó hasta 1989.
Pilote sirvió de escaparate para la mayoría de los principales cómics franco-belgas de su época, como los antes mencionados, e incluyó obras de escritores como René Goscinny, Jean-Michel Charlier, Greg, Pierre Christin y Jacques Lob, además de artistas como Jijé, Morris, Albert Uderzo, Jean (Mœbius) Giraud, Enki Bilal, Jean-Claude Mézières, Jacques Tardi, Philippe Druillet, Marcel Gotlib, Alexis, y Annie Goetzinger. Pilote también publicó obras de varios talentos internacionales como Hugo Pratt, Frank Bellamy y Robert Crumb.

## Trayectoria editorial

### Inicios
La revista fue creada por los experimentados guionistas de cómics Goscinny y Charlier, y los artistas Albert Uderzo y Jean Hébrard. Previamente, este equipo había trabajado juntos en otros proyectos, creando Le Supplément Illustré, un suplemento de historietas para periódicos y otros medios, y creando caricaturas para Radio-Télé, una revista publicada por Radio Luxemburgo. 
La idea de Pilote nació a finales de 1958, inicialmente por iniciativa del publicista François Clauteaux, y más tarde con la ayuda de cinco hombres de la prensa y la industria de la historieta (bande dessinée) que tuvieron la idea de crear una revista para jóvenes. Estos seis hombres (Jean-Michel Charlier, Albert Uderzo, René Goscinny, Raymond Joly, jefe del servicio de prensa de Radio Luxemburgo, y Jean Hébrard) tenían la ambición de crear una especie de "Paris Match para jóvenes" (Paris Match es una revista semanal de noticias francesa) en la que, aunque las historietas tuvieran un papel importante, no representaran la totalidad de la publicación y pudieran cubrir los grandes temas de actualidad. El primer título propuesto para esta nueva publicación periódica fue Champion, el nombre de un programa para jóvenes emitido por Radio Luxemburgo.
El primer boceto fue realizado por Édifrance, basado en el fracasado Supplément illustré publicado por la misma editorial. Este boceto incluía una adaptación en forma de historieta del Roman de Renart (una colección medieval francesa de historias de animales) hecha por Albert Uderzo y René Goscinny, pero este proyecto fracasó cuando Raymond Poïvet les informó de que Jean Trubert ya estaba trabajando en una historieta similar. Los dos compañeros, obligados a encontrar una nueva idea, buscaron inspiración en la Historia de Francia. Este fue el origen de la serie Astérix.
Tras la publicación de varios números 0 de la publicación, anunciados regularmente en Radio Luxemburgo por François Clauteaux, Pilote debutó propiamente dicho el 29 de octubre de 1959. Pilote fue comercializada por Radio-Luxemburgo y contaba con editoriales escritos por personalidades populares de la radio de la época. Los 300.000 ejemplares del primer número se agotaron en un día. Impresa en un inusual formato grande de 36,5 cm x 26,5 cm, con el subtítulo de "la gran revista ilustrada para los jóvenes", contenía artículos sobre diversos temas, como la exploración del espacio o el ascenso al Everest. También se incluyó un artículo del futbolista francés Raymond Kopa dando consejos sobre fútbol, secciones de rompecabezas y pasatiempos, una fotografía central de un barco del Grand Siècle y concursos. A diferencia de las revistas belgas de la competencia, como Tintín y Spirou, la revista se dirigía, ya desde el principio, más directamente a un público adolescente. 
Charlier y Goscinny se encargaron de la mayor parte de las historietas iniciales. Aunque Charlier creó dos series populares, Tanguy et Laverdure con Albert Uderzo y Barbe-Rouge (Barbarroja) con Victor Hubinon, fue Astérix el Galo, de Goscinny y Uderzo, el mayor éxito y el pilar inicial de la revista. Las historietas desempeñan un papel importante en este primer número, pero menor respecto al contenido editorial. Algunas, como Astérix, de Uderzo y Goscinny, Barbarroja, de Charlier y Hubinon, Tanguy et Laverdure, de Charlier y Uderzo, y Jacques Le Gall, de Mitacq y Charlier, dejaron su huella en la historia de las historietas. Otras fueron más efímeras, como Pistolin, de Charlier y Hubinon, Bison Noir, de Guy Bertret, Jacques Ledrain y Lucien Nortier, P'tit Pat, de Rémo Forlani y Jacques Dagues, Jacquot le mousse, de Goscinny y Godard, Mark Trent voyage dans le temps, de Raymond Poïvet y Zappy Max de Maurice Tillieux y Saint-Julien. También aparece la serie histórica L'évasion de Jean Bart de Robert Gigi. Goscinny también escribió las historias de El pequeño Nicolás ilustradas por Jean-Jacques Sempé, una serie creada previamente para la revista belga Le Moustique. 
Tras el lanzamiento de la revista, los números siguieron siendo similares hasta finales de 1959. La publicación se convirtió rápidamente en una auténtica revista para jóvenes, con artículos de los mejores periodistas de la época, como Lucien Barnier, los mejores deportistas del momento, como el futbolista Just Fontaine o el atleta Abdou Seye, y portadas que privilegiaban las fotografías sobre los dibujos. Se publicaban regularmente editoriales especiales sobre ciencia, biografías deportivas, música, circo e historia. Las series de historietas de los primeros números se mantuvieron, y hubo algunas novedades como Jehan Pistolet, de Goscinny y Uderzo, Rosine, de Charlier y Martial, y relatos históricos como Ivanhoe.

### Dargaud
A pesar de su éxito, Pilote tenía graves problemas financieros, debidos entre otros factores a retrasos en los pagos por parte de los distribuidores. Hébrard, Charlier y Goscinny empezaron entonces a buscar un comprador que tuviera interés en salvar la publicación. El editorial francés Dargaud ganó la licitación tras unas semanas de negociaciones, y su primer número fue el especial de Navidad n.º 60 del 15 de diciembre de 1960. Con la llegada de Dargaud, el formato de la publicación cambió ligeramente, cambiando el tamaño a 27 x 35 cm. El contenido editorial, sin embargo, no cambió. Las columnas sobre temas de actualidad, ciencia e historia seguían estando presentes. Las series de historietas que estaban presentes desde el principio del periódico, como Astérix, Barbarroja y Tanguy y Laverdure, alcanzaron un gran éxito y empezaron a publicarse en álbumes de la colección Pilote. También se publicaron dos series inglesas de la revista Eagle, Jeff Arnold, un wéstern de Charles Chilton y Frank Humphris, y Fraser of Africa de Frank Bellamy y George Beardmore.
Con el tiempo, se hicieron más comunes las narrativas completas, y las fotos de la portada fueron dando paso a ilustraciones de página entera. En el n.º 133 del 10 de mayo de 1962 se lanzó un nuevo formato para la publicación. El eslogan pasó a ser "Le Grand Magazine des Jeunes" (La gran revista de los jóvenes), y luego, al muy poco tiempo, "Le Magazine des Jeunes de l'an 2000" (La revista de los jóvenes para el año 2000). El tamaño se aumentó a 23,5 x 31,5 cm y el número de páginas se incrementó en 16. Con el éxito de la revista de variedades Salut les copains, la publicación intentó dirigirse cada vez más a los adolescentes, incrementando las columnas sobre estrellas del deporte y, sobre todo, sobre cantantes. Cantantes yeyés como Johnny Hallyday, Françoise Hardy, Sheila y Sylvie Vartan eran portada de Pilote cada semana.

### Énfasis en las historietas
Sin embargo, la serie P'tit Pat, que había estado presente desde el inicio de la revista, desapareció a partir del n.º 183. Este cambio fue rechazado masivamente por los lectores y las ventas se desplomaron rápidamente. Marcel Bisiaux fue destituido como redactor en jefe y sustituido por el dúo formado por Goscinny y Charlier en septiembre de 1963. Goscinny y Charlier decidieron centrar la revista en las historietas, que rápidamente sustituyeron a las estrellas de la canción juvenil. Fort Navajo, que muy pronto se convirtió en el Teniente Blueberry, fue creada en el n.º 210 del 31 de octubre de 1963 por Charlier y Jean Giraud. En el siguiente número, la serie Aquiles Talón de Michel Greg hizo su primera aparición. Astérix y Cleopatra se publicó del n.º 215 al n.º 257, y se convirtió rápidamente en una de las historias más memorables de la serie. Es en esta época cuando la serie de Astérix se distingue claramente de las demás: a partir del n.º 300 del 22 de julio de 1965, la revista recibe incluso el subtítulo de "Le Journal d'Astérix et Obélix" (la revista de Astérix y Obélix). 
El éxito de Astérix benefició a las demás series de historietas, que empezaron a ocupar treinta páginas de las cuarenta y ocho de Pilote. A partir del número 321, el periódico adoptó un nuevo eslogan: "¡Mâtin quel journal!". El año 1966 marcó el triunfo definitivo de Astérix sobre las demás series del periódico. Las ventas de sus álbumes se dispararon, y Astérix en Bretaña vendió 600.000 copias dos semanas después de su lanzamiento. Sus aventuras fueron adaptadas en una serie radiofónica en France Inter con Roger Carel como actor principal. Varios periódicos importantes escribieron artículos, entre ellos Paris Match y L'Express que, en septiembre, publicó un artículo en primera página sobre "el fenómeno Astérix, el nuevo favorito de los franceses". Algunos intelectuales declararon que Astérix era su libro de cabecera. En la revista, la nueva historia titulada Astérix y los normandos se publicó del n.º 340 al n.º 361. Este éxito obligó a Albert Uderzo a dejarle las ilustraciones de Tanguy y Laverdure a Jijé, pues ya no podía ocuparse de dos series al mismo tiempo.

### La edad de oro dePilote
En el año de 1967, series fundamentales como Guy Lebleu y Jacques Le Gall abandonaron definitivamente las páginas de la revista, mientras que nuevos autores como Jean Mulatier, Derib, Loro, Henri Dufranne, Henri Desclez y Bob de Groot se incorporaron a los contenidos. Jean-Claude Mézières y Pierre Christin publicaron, del n.º 420 al n.º 434, la historia Les Mauvais Rêves, la primera de la serie Valérian y Laureline, que se convirtió rápidamente en una de las referencias del cómic de ciencia ficción. En la misma línea, Georges Pichard y Jacques Lob crearon la serie Submerman. Se publicaron dos historias de Astérix: Astérix Legionario y El escudo arverno, y también se adaptó por primera vez al cine con la película Astérix el Galo. Tanguy et Laverdure se adaptó a una serie de televisión titulada Les Chevaliers du ciel. 
En 1968, Francia se vio perturbada por los conflictos sociales de mayo de 1968. Las huelgas y los consiguientes disturbios obligaron al semanario a suspender su publicación durante las tres primeras semanas de junio, debido a las dificultades de suministro. La crisis también afectó a la redacción del periódico. Una veintena de personas, entre ellas Jean Giraud, Mézières y Nikita Mandryka, citan a Goscinny en una brasserie de la rue des Pyramides, acusándole de apoyar al régimen. Goscinny se mostró profundamente herido y desilusionado por la actitud de los jóvenes colegas a los que había ayudado a iniciarse en la profesión y contempló abandonarla. La revista se convierte en cierto modo en el "órgano del pantano del sesenta y ocho." Goscinny y la redacción de Pilote introducen innovaciones para estar al día con la nueva sociedad que surge en Francia: a partir del n.º 456, el periódico publica páginas de actualidad ilustradas por sus principales colaboradores y por jóvenes talentos como Alexis. Ese año, Pilote acoge también a dos series escritas por Goscinny: Lucky Luke, dibujada por Morris y publicada desde 1946 en Spirou, e Iznogud, dibujada por Jean Tabary y publicada en la revista Record.
Tras el mayo de 1968, integró una sección de humor de actualidad, con trabajos de Reiser o Gotlib e historietas más adultas, como Les 6 Voyages de Lone Sloane de Philippe Druillet o la serie Leyendas de hoy de Pierre Christin y Enki Bilal. Los sucesos de aquel año no solo tuvieron consecuencias en el contenido de la publicación sino en el liderazgo de René Goscinny al frente de la redacción que quedó muy debilitado. Con el paso del tiempo, Pilote trató de llegar a un público de mayor edad. Las páginas de actualidad aumentaron en número, con numerosos autores como Gébé, Gotlib, Cabu y Jean-Marc Reiser. A partir del n.º 527, Uderzo inició una columna de crítica, que se convirtió rápidamente en un laboratorio para jóvenes autores como Jean-Marie Pélaprat, Serge de Beketch y Patrice Ricord. Claire Bretécher crearía ese año la serie feminista Cellulite. A partir del n.º 571 de 15 de octubre de 1970, el lema cambió a "Le Journal qui s'amuse à réfléchir" (La revista que se divierte reflexionando). Giraud trajo a la revista también a Philippe Druillet, que dio en ella una segunda vida a su personaje Lone Sloane, revolucionando con esta serie el diseño y los temas que se encontraban en ese momento en los cómics clásicos. Goscinny y Uderzo se desquitaron del insulto en el episodio de mayo del 68 publicando la historia de Astérix La cizaña, publicada del n.º 531 al n.º 552. 
La nueva fórmula fue muy popular, y las ventas aumentaron un 5% para finales de 1970. Incluso se reforzó con un aumento de las planchas temáticas sobre arte, y luego de dossiers temáticos en lugar de páginas de noticias durante el año siguiente. El año 1972 supuso, sin embargo, el fin de la "alegre banda de amigos" que se había establecido en Pilote, con Reiser y Cabu yéndose a la revista Hara-Kiri, y en particular con la creación de la revista L'Écho des Savanes por parte de Claire Bretécher, Marcel Gotlib, y Nikita Mandryka en mayo de 1972, que supuso una verdadera ruptura.
En una entrevista para la revista Bang! de 1973, Goscinny ya reconocía lo siguiente:

De hecho, en Pilote ya nos hemos alejado totalmente de la revista infantil y tenemos nuestra gran masa de lectores concentrada entre los dieciséis y los veinticinco años.

Poco después se defiende de las comparaciones con Hara-kiri:

...por ser ellos una revista política y nosotros una revista comercial. Ellos tienen un punto de vista siempre condicionado por su visión de partido y quisieran que nosotros diéramos una visión de la vida siempre adscrita a una determinada ideología. Y no somos un banderín de enganche

Tras esta ruptura en 1972, se formó un nuevo equipo con una nueva generación de autores. Enki Bilal, Annie Goetzinger, Max Cabanes y René Pétillon se unieron al equipo. Se publicaron nuevas creaciones originales. Jacques Lob estaba trabajando en un guion sobre un superhéroe francés. Cuando Gotlib se enteró, le informó de que estaba trabajando en un proyecto similar, y ambos decidieron unir fuerzas en un mismo proyecto y dieron a luz a Superdupont, publicado por primera vez en el n.º 672 del 21 de septiembre de 1972. El año 1973 estuvo marcado por la salida de tres grandes series. Primero Astérix, que abandonó el semanario tras la publicación del episodio Astérix en Córcega del n.º 687 al n.º 708, luego Blueberry tras el relato Le Hors-la-loi publicado del n.º 700 al n.º 720 y finalmente Lucky Luke tras La herencia de Rantanplan.

### Los últimos años
En 1974, René Goscinny dejó la revista y, en junio, Pilote se convirtió en una revista mensual. En marzo de 1986, se fusionó con Charlie mensuel para formar Pilote & Charlie, que volvió a ser Pilote en 1988 hasta el número 41, el último de la revista en octubre de 1989, cuando desapareció, en el contexto de una crisis general de las historietas mensuales.
Philippe Mellot escribió en su último editorial de Pilote (n°41 de octubre de 1989): "Al día siguiente de su trigésimo aniversario, Pilote les ofrece su última representación en los escenarios que les son familiares. Su revista, iniciadora del cómic para adultos, ha seguido viva. La revista que dio origen a las mayores obras maestras del noveno arte, permitió que varias generaciones aprendieran a leer y cuya fama se extiende hasta Tokio o San Francisco, ha muerto hoy. [...] ".

## Contenido
| Números | Fecha       | Título                                 | Guionista              | Dibujante                    | Procedencia            |
| ------- | ----------- | -------------------------------------- | ---------------------- | ---------------------------- | ---------------------- |
|         | 1959        | Astérix le Gaulois                     | René Goscinny          | Albert Uderzo                | Nueva                  |
|         | 1959        | Tanguy et Laverdure                    | Jean-Michel Charlier   | Albert Uderzo                | Nueva                  |
|         | 1959        | Le Démon des Caraïbes                  | Jean-Michel Charlier   | Victor Hubinon               | Nueva                  |
|         | 1959        | Jacques Le Gall                        | Jean-Michel Charlier   | Mitacq                       |                        |
|         | 1962-1977   | Valentin le vagabond                   | Tabary, Fred, Goscinny | Tabary                       |                        |
|         | 1963        | Achille Talon                          | Greg                   | Greg                         |                        |
|         | 1963        | le Grand Duduche                       | Cabu                   | Cabu                         |                        |
|         | 1963        | Fort Navajo (luego titulada Blueberry) | Jean-Michel Charlier   | Jean Giraud                  |                        |
|         | 1963        | Norbert et Kari                        | Christian Godard       |                              |                        |
|         | 1965        | Philémon                               | Fred                   | Fred                         |                        |
|         | 1965        | Les Dingodossiers                      | René Goscinny          | Marcel Gotlib                |                        |
|         | 1965        | Bob Morane                             |                        |                              |                        |
|         | 1967        | Lucky Luke                             | René Goscinny          | Morris                       | Le Journal de Spirou   |
|         | 1967-1970   | Submerman                              | Jacques Lob            | Georges Pichard              | Nueva                  |
| 420-    | 09/11/1967- | Valérian                               | Pierre Christin        | Jean-Claude Mézières         |                        |
|         | 1968        | Calife Haroun El Poussah               | René Goscinny          | Tabary                       |                        |
|         | 1968        | Rubrique à brac                        | Marcel Gotlib          | Marcel Gotlib                |                        |
|         | 1969        | Cellulite                              | Claire Bretécher       | Claire Bretécher             |                        |
|         | 1970        | Lone Sloane                            | Philippe Druillet      | Philippe Druillet            |                        |
|         | 1970        | Les Grandes Gueules                    |                        | Ricord, Mulatier, Morchoisne |                        |
|         | 1971        | Le Concombre Masqué                    | Mandryka               | Mandryka                     |                        |
|         | 1972        | Brindavoine                            | Jacques Tardi          | Jacques Tardi                |                        |
|         | 1973        | Le Génie des alpages                   | F'murr                 | F'murr                       |                        |
|         | 1973        | Chroniques de l’innomé                 | Víctor Mora            | Luis García Mozos            |                        |
|         | 1973        | Dracurella                             | Julio Ribera           | Julio Ribera                 |                        |
|         | 1975        | Léonard                                | Bob de Groot           | Philippe Liegeois            | Achille Talon magazine |
|         | 1978        | Les Phalanges de l'Ordre noir          | Pierre Christin        | Enki Bilal                   |                        |
|         | 1978        | Le Vagabond des Limbes                 | Christian Godard       | Julio Ribera                 |                        |
|         | 1979        | La tête dans le sac                    | Gérard Lauzier         | Gérard Lauzier               |                        |
|         | 1981        | Légendes du chevalier Cargal           | Daniel Pecqueur        | Gil Formosa                  |                        |
|         | 1983        | Les Anges d'Acier                      | Víctor Mora            | Víctor de la Fuente          |                        |